# Hygropoda menglun
Espèce
Hygropoda menglun est une espèce d'araignées aranéomorphes de la famille des Pisauridae.

## Distribution
Cette espèce est endémique du Yunnan en Chine,. Elle se rencontre vers Menglun.

## Description
La femelle holotype mesure 11,52 mm, les femelles mesurent de 7,88 à 11,52 mm.

## Étymologie
Son nom d'espèce lui a été donné en référence au lieu de sa découverte, Menglun.

## Publication originale
- Zhang, Zhu & Song, 2004 : A review of the Chinese nursery-web spiders (Araneae, Pisauridae). Journal of Arachnology, vol. 32, no 3, p. 353-417 (texte intégral).